# Natalina Lupinová
Nathalie "Natalina" Lupino, (13. června 1963 Valenciennes, Francie) je bývalá reprezentantka Francie v judu. Je majitelkou bronzové olympijské medaile.

## Sportovní kariéra
Ve francouzské reprezentaci se prosadila v mladém věku, postupně však ztrácela motivaci a byla nahrazena ambicioznějšími krajankami. Nový impuls pro ni přišel s premiérou ženského juda na olympijských hrách v Barceloně v roce 1992. Nominaci si zajistila a v Barceloně předvedla velmi dobrý výkon. Nestačila pouze na Kubánku Rodríguezovou a vybojovala bronzovou olympijskou medaili.

## Výsledky

### Váhové kategorie
| Turnaj             | 1982       | 1983       | 1984       | 1985       | 1986       | 1987       | 1988       | 1989       | 1990       | 1991       | 1992       | 1993       |
| Turnaj             | 19         | 20         | 21         | 22         | 23         | 24         | 25         | 26         | 27         | 28         | 29         | 30         |
| Turnaj             | těžká váha | těžká váha | těžká váha | těžká váha | těžká váha | těžká váha | těžká váha | těžká váha | těžká váha | těžká váha | těžká váha | těžká váha |
| ------------------ | ---------- | ---------- | ---------- | ---------- | ---------- | ---------- | ---------- | ---------- | ---------- | ---------- | ---------- | ---------- |
| Olympijské hry     |            |            |            |            |            |            |            |            |            |            | 3.         |            |
| Mistrovství světa  | 1.         |            | úč.        |            | —          | —          |            | 3.         |            | —          |            | 7.         |
| Mistrovství Evropy | —          | 2.         | 2.         | 3.         | —          | —          | —          | 3.         | —          | —          | —          | 3.         |

### Bez rozdílu vah
| Turnaj             | 1982 | 1983 | 1984 | 1985 | 1986 | 1987 | 1988 | 1989 | 1990 | 1991 | 1992 | 1993 |
| Turnaj             | 19   | 20   | 21   | 22   | 23   | 24   | 25   | 26   | 27   | 28   | 29   | 30   |
| ------------------ | ---- | ---- | ---- | ---- | ---- | ---- | ---- | ---- | ---- | ---- | ---- | ---- |
| Mistrovství světa  | —    |      | 3.   |      | —    | —    |      | úč.  |      | 3.   |      | úč.  |
| Mistrovství Evropy | —    | —    | 1.   | —    | —    | —    | —    | —    | 2.   | 3.   | 3.   | 2.   |